# Canton de Delle
Le canton de Delle est une circonscription électorale française située dans le département du Territoire de Belfort et la région Bourgogne-Franche-Comté.

## Histoire
Le canton de Delle a été créé en 1790 en tant que canton du département du Haut-Rhin. Par décret du 16 septembre 1871, il est établi comme canton du Territoire de Belfort.
Il est modifié par le décret du 19 janvier 1970 créant les cantons de Beaucourt et de Grandvillars.
Un nouveau découpage territorial du Territoire de Belfort entre en vigueur à l'occasion des élections départementales de 2015. Il est défini par le décret du 13 février 2014, en application des lois du 17 mai 2013 (loi organique 2013-402 et loi 2013-403). Les conseillers départementaux sont, à compter de ces élections, élus au scrutin majoritaire binominal mixte. Les électeurs de chaque canton élisent au Conseil départemental, nouvelle appellation du Conseil général, deux membres de sexe différent, qui se présentent en binôme de candidats. Les conseillers départementaux sont élus pour 6 ans au scrutin binominal majoritaire à deux tours, l'accès au second tour nécessitant 12,5 % des inscrits au 1er tour. En outre la totalité des conseillers départementaux est renouvelée. Ce nouveau mode de scrutin nécessite un redécoupage des cantons dont le nombre est divisé par deux avec arrondi à l'unité impaire supérieure si ce nombre n'est pas entier impair, assorti de conditions de seuils minimaux. Dans le Territoire-de-Belfort, le nombre de cantons passe ainsi de 15 à 9.
Maintenu, le canton de Delle est élargi de 10 à 16 communes, issues des anciens cantons de Beaucourt (6 communes) et de Delle (10 communes). Le bureau centralisateur est situé à Delle.

## Représentation

### Conseillers généraux de 1833 à 1871 (Haut-Rhin) et de 1871 à 2015 (Territoire de Belfort)
De 1871 à 1970, le canton de Delle avait deux conseillers généraux.
| Période         | Période          | Identité                             | Étiquette                        | Qualité |
| --------------- | ---------------- | ------------------------------------ | -------------------------------- | --- |
| 1833            | 1839             | Jean Thiébaud Donze                  |                                  | Propriétaire à Fêche-l'Église |
| 1839            | 1848             | Frédéric Guillaume dit Fritz Japy    |                                  | Industriel à Beaucourt |
| 1848            | 1886 (décès)     | Juvénal Viellard dit Viellard-Migeon | Droite                           | Maître de forges , maire de Méziré, conseiller d'arrondissement Député du Haut-Rhin (1869-1870) Sénateur du Territoire de Belfort (1876-1886) Président du Conseil général   |
| 1886            | 1897 (décès)     | Adolphe Japy,                        |                                  | Gérant de la fabrique Japy Frères Maire de Beaucourt (1855-?) |
| 1897            | 1900 (démission) | Léon Viellard                        | Conservateur                     | Ingénieur des Arts et Manufactures Maître de forges à Morvillars |
| 1886            | 1917 (décès)     | Jules Japy                           | Républicain                      | Ingénieur des Arts et Manufactures Industriel, maire de Fêche-l'Église |
| 1900            | 1925             | Jean Maître                          | Conservateur Ligue des Patriotes | Ingénieur, Maire de Méziré |
| 1919            | 1925             | Charles Ackermann                    | Rad.                             | Maire de Delle |
| 1925            | 1934             | Pierre Japy (fils de Jules Japy)     | Droite                           | Ingénieur des Arts et Métiers Industriel à Beaucourt, agriculteur, maire de Montbouton                                                                                       |
| 1934            | 1940             | Charles Bourquard                    | URD                              | Ingénieur technique d'agriculture à Delle Nommé conseiller départemental en 1943                                                                                             |
| 1926            | 1940             | Louis Viellard                       | NI                               | Maître de forges Maire de Morvillars (1916-19..) Député (1914-1919) Sénateur (1927-1944) Nommé membre de la Commission administrative départementale en 1941                 |
|                 |                  |                                      |                                  | |
| 1943            | 1945             | Charles Mabille                      |                                  | Maire de Réchésy Nommé conseiller départemental en 1943 |
|                 |                  |                                      |                                  | |
| 1945            | 1954 (décès)     | Jules Valbert                        | SFIO                             | Maire de Bourogne |
| 1945            | 1962 (décès)     | Eugène Claret (1896-1962)            | UP                               | Directeur de la Caisse d'Épargne Adjoint au maire de Delle |
| 1954            | 1962 (décès)     | Marius Rucklin                       | SFIO                             | Maire de Grandvillars |
| 24 fevrier 1963 | 1967             | Jean-Marie Bailly                    | UNR                              | Administrateur civil Député (1962-1969) Élu dans le canton de Belfort-Est en 1967                                                                                            |
| 1967            | 1970             | Pierre Mougin                        | SFIO                             | Agriculteur Maire de Fêche-l'Église, député suppléant de Raymond Forni (1973-1985)                                                                                           |
| 1970            | 1976             | Paul Michaillard                     | UNR puis DVD                     | Maire de Joncherey (1963-2001) |
| 1976            | 1982             | Denis Maire                          | PS                               | Professeur d'enseignement technique Président du Conseil général (1977-1982) Maire de Delle (1979-1991)                                                                      |
| 1982            | 1987 (démission) | Paul Michaillard                     | DVD                              | Maire de Joncherey |
| 1987            | 2001             | Raymond Forni                        | PS                               | Avocat Député (1973-1985, 1988-1993 et 1997-2001) Président de l'Assemblée nationale (2000-2002) Maire de Delle (1995-2004) Ancien conseiller général du canton de Beaucourt |
| 2001            | 2015             | Pierre Oser                          | PS                               | Directeur d'école Maire de Delle (2004-2017) |

### Conseillers d'arrondissement (de 1833 à 1940)
| Période                                  | Période | Identité                             | Étiquette | Qualité |
| ---------------------------------------- | ------- | ------------------------------------ | --------- | --- |
| 1833                                     | 1836    | Étienne André Bruat fils (1783-1860) |           | Propriétaire à Grandvillars                                                                                 |
| 1836                                     | 1842    | Auguste Julien Japy (1802-1854)      |           | Fabricant à Beaucourt                                                                                       |
| 1842                                     | 1848    | Juvénal Viellard                     |           | Maitre de forges à Morvillars, maire de Méziré                                                              |
| 1848                                     |         | M. Japy jeune                        |           | Manufacturier à Beaucourt                                                                                   |
| 1940                                     |         |                                      |           | Les conseils d'arrondissement ont été suspendus par la loi du 12 octobre 1940 et n'ont jamais été réactivés |
| Les données manquantes sont à compléter. |         |                                      |           | |

### Conseillers départementaux depuis 2015
| Période élective | Période élective | Mandat | Mandat   | Identité                | Nuance | Nuance | Qualité                                                                      |
| ---------------- | ---------------- | ------ | -------- | ----------------------- | ------ | ------ | ---------------------------------------------------------------------------- |
| 2015             | 2021             | 2015   | 2021     | Marie-Lise Lhomet       |        | LR     | Adjointe au Maire de Beaucourt                                               |
| 2015             | 2021             | 2015   | 2021     | Frédéric Rousse         |        | LR     | Conseiller municipal de Delle 4ème Vice-Président du Conseil départemental   |
| 2021             | 2028             | 2021   | en cours | Anaïs Monnier Von Aesch |        | LR     | Collaboratrice parlementaire de Cédric Perrin Adjointe au Maire de Beaucourt |
| 2021             | 2028             | 2021   | en cours | Cédric Perrin           |        | LR     | Sénateur depuis 2014 Ancien conseiller général du canton de Beaucourt        |

À l'issue du 1er tour des élections départementales de 2015, trois binômes sont en ballotage : Marie-Lise Lhomet et Frédéric Rousse (UMP, 36,97 %), Franck Foure et Reine Poentis (FN, 32,02 %) et Alexa Demouge et Robert Natale (Union de la Gauche, 31 %). Le taux de participation est de 53,04 % (6 752 votants sur 12 731 inscrits) contre 54,32 % au niveau départemental et 50,17 % au niveau national.
Au second tour, Marie-Lise Lhomet et Frédéric Rousse (UMP) sont élus avec 40,14 % des suffrages exprimés et un taux de participation de 55,65 % (2 724 voix pour 7 084 votants et 12 730 inscrits).

## Composition

### Composition avant 1970
Avant le redécoupage de 1970, le canton comprenait 30 communes :
- Beaucourt,
- Boron,
- Bourogne,
- Brebotte,
- Bretagne,
- Chavanatte,
- Chavannes-les-Grands,
- Courcelles,
- Courtelevant,
- Croix,
- Delle,
- Faverois,
- Fêche-l'Église,
- Florimont,
- Froidefontaine,
- Grandvillars,
- Grosne,
- Joncherey,
- Lebetain,
- Lepuix-Neuf,
- Méziré,
- Montbouton,
- Morvillars,
- Réchésy,
- Recouvrance,
- Saint-Dizier-l'Évêque,
- Suarce,
- Thiancourt,
- Vellescot,
- Villars-le-Sec.

### Composition de 1970 à 2015

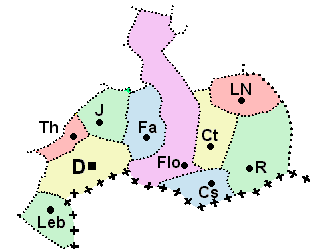
Situation du canton de Delle dans le département du Territoire de Belfort de 1970 à 2015

De 1970 à 2015, le canton de Delle regroupait dix communes :
- Courcelles (repère Cs),
- Courtelevant (repère Ct),
- Delle (chef-lieu) (repère D),
- Faverois (repère Fa),
- Florimont (repère Flo),
- Joncherey (repère J),
- Lebetain (repère Leb),
- Lepuix-Neuf (repère LN),
- Réchésy (repère R),
- Thiancourt (repère Th).

### Composition depuis 2015
Le canton compte désormais seize communes entières.
| Nom                           | Code Insee | Intercommunalité     | Superficie (km2) | Population (dernière pop. légale) | Densité (hab./km2) | Modifier                                    |
| ----------------------------- | ---------- | -------------------- | ---------------- | --------------------------------- | ------------------ | ------------------------------------------- |
| Delle (bureau centralisateur) | 90033      | CC du Sud Territoire | 9,20             | 5 677 (2022)                      | 617                | modifier les données · modifier les données |
| Beaucourt                     | 90009      | CC du Sud Territoire | 4,95             | 4 985 (2022)                      | 1 007              | modifier les données · modifier les données |
| Courcelles                    | 90027      | CC du Sud Territoire | 5,32             | 128 (2022)                        | 24                 | modifier les données · modifier les données |
| Courtelevant                  | 90028      | CC du Sud Territoire | 5,82             | 375 (2022)                        | 64                 | modifier les données · modifier les données |
| Croix                         | 90030      | CC du Sud Territoire | 5,41             | 178 (2022)                        | 33                 | modifier les données · modifier les données |
| Faverois                      | 90043      | CC du Sud Territoire | 6,50             | 592 (2022)                        | 91                 | modifier les données · modifier les données |
| Fêche-l'Église                | 90045      | CC du Sud Territoire | 3,93             | 721 (2022)                        | 183                | modifier les données · modifier les données |
| Florimont                     | 90046      | CC du Sud Territoire | 18,19            | 465 (2022)                        | 26                 | modifier les données · modifier les données |
| Joncherey                     | 90056      | CC du Sud Territoire | 5,18             | 1 439 (2022)                      | 278                | modifier les données · modifier les données |
| Lebetain                      | 90063      | CC du Sud Territoire | 4,84             | 419 (2022)                        | 87                 | modifier les données · modifier les données |
| Lepuix-Neuf                   | 90064      | CC du Sud Territoire | 5,46             | 315 (2022)                        | 58                 | modifier les données · modifier les données |
| Montbouton                    | 90070      | CC du Sud Territoire | 2,81             | 425 (2022)                        | 151                | modifier les données · modifier les données |
| Réchésy                       | 90081      | CC du Sud Territoire | 12,61            | 765 (2022)                        | 61                 | modifier les données · modifier les données |
| Saint-Dizier-l'Évêque         | 90090      | CC du Sud Territoire | 10,83            | 430 (2022)                        | 40                 | modifier les données · modifier les données |
| Thiancourt                    | 90096      | CC du Sud Territoire | 2,67             | 281 (2022)                        | 105                | modifier les données · modifier les données |
| Villars-le-Sec                | 90105      | CC du Sud Territoire | 3,05             | 178 (2022)                        | 58                 | modifier les données · modifier les données |
| Canton de Delle               | 9006       |                      | 106,77           | 17 373 (2022)                     | 163                | modifier les données                        |

## Démographie

### Démographie avant 2015
| 1962  | 1968  | 1975   | 1982   | 1990   | 1999   | 2006   | 2011   | 2012   |
| ----- | ----- | ------ | ------ | ------ | ------ | ------ | ------ | ------ |
| 8 236 | 9 365 | 10 118 | 10 863 | 11 167 | 10 873 | 10 585 | 10 543 | 10 499 |

### Démographie depuis 2015
En 2022, le canton comptait 17 373 habitants, en évolution de −0,41 % par rapport à 2016 (Territoire de Belfort : −2,78 %, France hors Mayotte : +2,11 %).
| 2013   | 2018   | 2022   |
| ------ | ------ | ------ |
| 17 539 | 17 367 | 17 373 |